# Швеція у Другій світовій війні

Положення Швеції в Європі, 1942 р.
Швеція
Нацистська Німеччина
Території під німецькою окупацією
Німецькі союзники, в тому числі військові, та маріонеткові держави
Утримувані союзниками території
Інші нейтральні території

Під час Другої світової війни Швеція дотримувалася своєї політики державного нейтралітету.

## Історія
Довготривала політика нейтралітету Швеції протягом 30-х років неодноразово піддавалася випробуванню. Виклики їй кидала докорінно оновлена, націоналістична Німеччина. З 1919 по 1935 рік Швеція була активним прихильником Ліги Націй і більшість своєї політичної енергії на міжнародній арені спрямовувала на її збереження.
Шведська політика неприєднання у цей період була основана на припущенні, що в Балтії існували дві сильні супротивні держави — Німеччина і Радянський Союз; Оскільки ці дві потуги повинні були захищатися одна від одної, була надія, що вони не зможуть розгорнути значні сили проти Швеції чи інших позаблокових держав. Це було очікування, яке робило оборону маленької країни здійсненною. Та пакт Молотова — Ріббентропа, підписаний наприкінці серпня 1939 р. між нацистською Німеччиною та Радянським Союзом, похитнув цей баланс.
Коли 1 вересня 1939 року почалася війна, доля Швеції була незрозумілою. Але поєднуючи своє геополітичне положення на Скандинавському півострові, успішне маневрування в галузі реальної політики під час непередбачуваного ходу подій та цілеспрямоване нарощування військової моці після 1942 року, Швеція зуміла зберегти офіційну нейтральність упродовж усієї війни.
На момент початку бойових дій Швеція вже понад століття трималася нейтральної позиції у міжнародних відносинах, починаючи з кінця наполеонівських воєн у 1815 року. Станом на вересень 1939 р., політику нейтралітету проводили двадцять країн, але, крім Швеції, тільки вісім інших європейських країн виявилися спроможними офіційно витримати цю позицію протягом усієї війни: Ірландія, Португалія, Іспанія, Андорра, Ватикан, Ліхтенштейн, Сан-Марино і Швейцарія.
Між тим, уряд Швеції іноді припускався поступок як на користь Німеччини, так і західних союзників, тим самим порушуючи свій нейтралітет. Під час німецького вторгнення в Радянський Союз Швеція дозволила Вермахту скористатися шведськими залізницями для перевезення (червень—липень 1941) німецької 163-ї піхотної дивізії вкупі з гаубицями, танками і зенітною зброєю та потрібними для них боєприпасами з Норвегії у Фінляндію. Німецьким воякам, які їздили у відпустку з Норвегії в Німеччину, було дозволено проїзд через Швецію — так званий «пермітентрафік» (permittenttrafik). Німеччині протягом усієї війни продавалася залізна руда. А з країнами антигітлерівської коаліції Швеція ділилася даними військової розвідки та допомагала готувати солдатів із числа біженців з Данії та Норвегії з метою залучення до майбутнього визволення їхніх рідних країн. Вона також дозволила західним союзникам використовувати шведські авіабази в 1944 і 1945 роках.
Швеція також стала притулком для втікачів-антифашистів і єврейських біженців з усього регіону. У 1943 році, після того, як було наказано депортувати все єврейське населення Данії в концентраційні табори, майже всіх 8 000 євреїв Данії було переправлено у Швецію. Країна стала також прихистком для норвезьких євреїв, які втекли з окупованої нацистами Норвегії.

## Стан збройних сил
У міжвоєнну добу у Швеції було мало танків. Якийсь час увесь її бронетанковий корпус складався з десятьох танків Stridsvagn mf/21. Це був дослідний зразок на основі німецького танка часів Першої світової війни, який таємно придбала Швеція у вигляді монтажних комплектів для трактора. 1936 року «оборонною постановою» (швед. försvarsbeslut; шведське урядове рішення, що ухвалюється приблизно кожні п'ять років стосовно організації та розвитку війська) було вирішено сформувати два танкові батальйони. Щоб забезпечити можливість вишколу на батальйонному рівні, було придбано і танки, оснащені  кулеметами. Станом на 1939 рік, Швеція мала 48 чехословацьких танків із кулеметним озброєнням і близько 20 танків Stridsvagn L-60, оснащених головною гарматою калібром 20 мм.
Шведська армія ще з 1890-х років включала чотири дивізії та два традиційно окремі полки північного Норрланду і Готланду. Такий устрій застарів, і в 1942 році було прийнято нову організацію війська.

## Військові приготування
1936 року, коли міжнародна ситуація погіршилася, уряд Швеції почав підвищувати свою військову готовність. Військові витрати Швеції зросли з 37 млн доларів США в 1936 році до 50 млн доларів у 1937 році і до 58,6 млн доларів у 1938 році, а потім збільшилися уп'ятеро до 322,3 млн доларів у 1939 році. Під час самої війни військові витрати досягли свого піку у 527,6 млн доларів у 1942 році.
Шведський уряд не лише купував матеріали для зміцнення обороноздатності, але й почав призов військовозобов’язаних. 6 травня 1938 року уряд скликав усіх, кому 15 років, на короткострокову підготовку. Крім того, шведський кабінет міністрів розпорядився залишити чверть призваних у 1938 році для подальшого вишколу.
1940 року було створено шведські сили самооборони (швед. Hemvärnet). Його підрозділами були невеликі групи колишніх вояків, оснащених гвинтівками, кулеметами, боєприпасами, ліками та одностроями. Вони могли на вибір придбати додаткове оснащення, таке як військові лижі, светри та чоботи-заброди. Ще з 1924 року існувала Шведська жіноча добровільна служба оборони (швед. Lottorna).
Під час Другої світової війни, на тлі британської блокади Північного моря, шведській промисловості довелося наростити випуск власних товарів домашнього вжитку, при цьому задовольняючи значно підвищений попит на озброєння. До війни щорічне виробництво озброєнь, як правило, вимірювалося десятками мільйонів шведських крон, але під час війни випуск перевищив 1 млрд крон (240 млн доларів США).

### Англійською мовою
- Carlgren, W. M. Swedish foreign policy during the Second World War (London: E. Benn, 1977)
- Fritz, Martin. The Adaptable Nation: essays in Swedish economy during the Second World War (Göteborg: Ekonomisk-historiska inst., Univ.: 1982)
- Gilmour, John. Sweden, the Swastika, and Stalin: The Swedish Experience in the Second World War (2011) online [Архівовано 16 січня 2018 у Wayback Machine.]
- Levine Paul A. «Swedish neutrality during the Second World War: tactical success or moral compromise?» in Wylie, Neville, European neutrals and non-belligerents during the Second World War (Cambridge University Press, 2002)
- Levine, Paul A. From indifference to activism: Swedish diplomacy and the Holocaust, 1938—1944 (Uppsala: Univ.: 1996)
- Ludlow, Peter. «Britain and Northern Europe 1940—1945», Scandinavian Journal of History (1979) 4: 123-62
- Ross, John (1989). Neutrality and International Sanctions. New York: Praeger. ISBN 978-0-275-93349-4.
- Scott, Carl-Gustaf (2002). The Swedish Midsummer Crisis of 1941: The Crisis that Never Was. Journal of Contemporary History. 37 (3). OCLC 196909719.
- Wahlbäck, Krister. «Sweden: Secrecy and Neutrality», Journal of Contemporary History (1967) 2#1
- Ziemke, Earl F. (1960). Command Decisions. United States. Dept. of the Army. Office of Military History. OCLC 1518217. Архів оригіналу за 30 грудня 2007. Процитовано 9 березня 2018. {{cite journal}}: Проігноровано |contribution= (довідка)

### Шведською мовою
- Adolfsson, Mats (2007). Bondeuppror och gatustrider: 1719–1932 (Swedish) . Natur och kultur ; Svenskt militärhistoriskt bibliotek. ISBN 978-91-27-02633-9.
- Andrén, Nils Bertel Einar (1996). Maktbalans och alliansfrihet (Swedish) . Norstedts Juridik. ISBN 978-91-39-00037-2.
- Linder, Jan (2002). Andra Världskriget och Sverige (Swedish) . Stockholm: Svenskt militärhistoriskt bibliotek. ISBN 91-974056-3-9.
- Wangel, Carl-Axel (1982). Sveriges militära beredskap 1939–1945 (Swedish) . Stockholm: Militärhistoriska Förlaget. ISBN 978-91-85266-20-3.